# Maklányi-völgyi-patak
A Maklányi-völgyi-patak, vagy másik nevén Hőforrás-patak Egerszalóktól délkeletre ered, a Heves vármegye keleti-középső részén. A patak forrásától kezdve nyugati irányban halad, majd Egerszalóktól délre eléri a Laskó-patakot. A patak vízminősége kiváló minősítést kapott, ám az utóbbi években elkezdett idegenforgalmi beruházások veszélyeztethetik a patak élővilágát és vízminőségét. A patak távolabbról érkező ága a Maklányi-völgy felszíni vizeit gyűjti össze, majd belé torkollik az 1961-ben elvégzett kőolajfeltárási kútból feltörő hőforrás vize. 
A Maklányi-völgyi-patak vízgazdálkodási szempontból a Bükk és Borsodi-Mezőség tervezési alegység működési területéhez tartozik.

## Part menti települések
- Egerszalók